# Charles W. Morris
Charles W. Morris (Denver, 23 de maio de 1901 — Gainesville, 15 de janeiro de 1979) foi um filósofo e semioticista estadunidense. Doutor em Filosofia, sob orientação de George Herbert Mead, desenvolveu sua tese sobre a teoria simbólica da mente pela Universidade de Chicago em 1925.
O desenvolvimento de Morris de uma teoria comportamental dos signos - isto é, a semiótica - deve-se em parte pelo desejo de unificar o positivismo lógico com o empirismo comportamental e o pragmatismo. A conclusão de Morris por essas três observações filosóficas resultou na categorização de três relações em torno dos signos: para os objetos; para as pessoas e para outros signos. Essa tripartição é, mais tarde, relacionada à divisão entre sintaxe, semântica e pragmática.